# Diaphorina citri
Espèce
Le psylle asiatique des agrumes (Diaphorina citri) est une espèce d'insectes hémiptères de la famille des Psyllidae.
Cet insecte suceur de sève est considéré comme un ravageur important des cultures d'agrumes. C'est en effet avec Trioza erytreae (psylle africain des agrumes), l'un des deux seuls cas confirmés de vecteurs d'une bactérie, Candidatus Liberibacter africanus, agent d'une grave maladie des agrumes, la maladie du dragon jaune ou Huanglongbing.
Le psylle asiatique des agrumes est largement répandu en Asie méridionale et s'est diffusé dans d'autres régions agrumicoles.